# Pelastoneurus barbicauda
Pelastoneurus barbicauda är en tvåvingeart som beskrevs av Van Duzee 1923. Pelastoneurus barbicauda ingår i släktet Pelastoneurus och familjen styltflugor. Inga underarter finns listade i Catalogue of Life.